# Roberto Veller

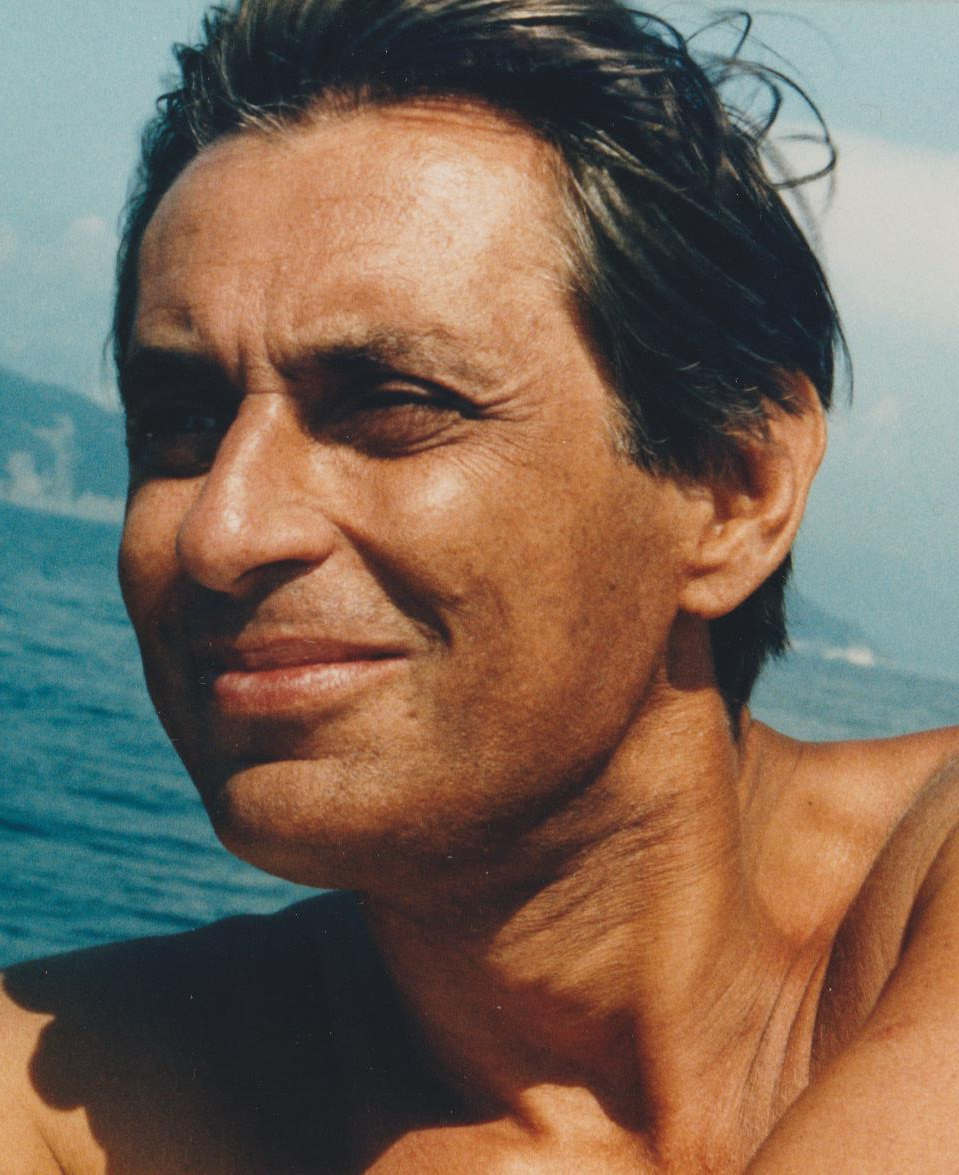
Roberto Veller Anni '80

Roberto Veller Fornasa (Vicenza, 1933 – Roma, 1993) è stato un regista teatrale italiano.

## Biografia
Laureato in Scienze Politiche (Università la Sapienza di Roma) con una tesi sul teatro di Vittori Alfieri, nel 1961 sposò Simona Weller, pittrice e scrittrice. 
Ebbe le prime esperienze artistiche frequentando le scuole di Teatro a Padova e a Roma: in quest'ultima città lavorò con Pietro Sharoff (aiuto regista di Stanislavskij di cui esportò per primo il metodo in Europa).
Regista teatrale e anche autore radiotelevisivo, fu consigliere d’amministrazione IDI (Istituto del Dramma Italiano), redattore e collaboratore di Ridotto, mensile di Teatro della SIAD (Società Italiana Autori Drammatici). Tenne conferenze sul teatro in Italia e all'estero: si ricorda tra esse "Parlare Teatro", un ciclo di 10 incontri con i più importanti rappresentanti del teatro italiano svoltosi al Quirino di Roma nel 1984. Nella stagione teatrale 1989-90 tenne un corso trimestrale di Storia del teatro e recitazione al teatro Marruccino di Chieti.
Il primo radiodramma è del 1963, La Capigliatura azzurra; l’attività radiofonica prosegue fino agli anni ’90. Tra i numerosi cicli radiofonici ideati scritti e diretti ricordiamo tra le rubriche: La Morale della Storia, Storie dei nostri giorni, Facciamo la pace. Tra le serie satiriche si ricordano gli interventi per: Voi ed io, Primo Nip, Stanotte-Stamane. Tra gli sceneggiati: Dieci passi nel Cortile, Sangue Romagnolo di de Amicis riletto in chiave satirica, Gli ammutinati del Bounty una rilettura di Jules Verne. Tra le commedie musicali e radiodrammi tutta la serie di Le Interviste Impassibili, Graffia che ti passa, Cattivissimo, Rock Rock Evohé, Pinocchio, Pinocchieri e Pinochioggi, Caro Ego (72 monologhi letti e interpretati dai maggiori attori italiani), La Porta (antologia di racconti sceneggiati in 13 serate).
Per la RAI TV ha realizzato più di 200 caroselli (serie Indesit, Caffè Mauro, Pasta Buitoni, Lanerossi, Candy ecc.). È stato coautore e conduttore del programma Giochiamo con la scienza (14 puntate per la DSE Dipartimento Scuola Educazione). Per la tv dei ragazzi è stato autore di testi e regia di vari documentari come Immagini dal mondo, e telefilm Il gioco delle cose e Giocagiò. Autore e sceneggiatore di Tre ragazzi in canotto (5 puntate, regia di Giorgio Moser), Le comunicazioni sociali e la Parabola del Convito (regia di Massimo Scaglione, selezionata per rappresentare l’Italia al Festival Internazionale televisivo di Montecarlo), I tesori della terra (6 puntate, regia di Vincenti); Quota meno uno (3 puntate). Traduzione e adattamento di Agnese Bernauer di Friedrich Hebbel, primo testo di prosa rappresentato e messo in onda per la nuova televisione a colori. Dialogo e montaggio di Mafalda e la musica (regia di Salvatore Baldazzi, 12 puntate).
Tra i documentari vanno ricordati il lungometraggio Ricordare la Benedicta (un importante episodio della Resistenza in Piemonte), e il video didattico Lavorare Stanca realizzato per il quarantennale della INCA/CGIL.

## Teatro
Testi pubblicati: Romolo, Remo e Mussolini, Lucifero: la mia vita con Adamo ed Eva; Ovvero che cosa fanno stasera all’Eden, L’Amore Attore, Il Criptico. Un libro dedicato al suo “Teatro in Maschera” e comprendente le commedie: L’orda di arlecchino, Il Testamento di Pantalone, ARCANinCanto, Il Pittore e le Maschere (poema e balletto liberamente tratto da un progetto di balletto scritto e dipinto nel 1924 da Gino Severini per il coreografo Léonide Massine) edito da Solfanelli.

Testi rappresentati: Regia di Diario di uno psicopatico di Sandro de Paoli 1978 (Compagnia Teatro Orazero). Nei primi anni settanta si dedica al Cabaret con lo pseudonimo di Rovello sono di questi anni: Quante volte Figliola?, Godi fratello de Sade, L’uomo del destino, Papessa Tan).
Tra le principali opere rappresentate ricordiamo: Clownotto; Credere Obbedire (35 repliche); L’uomo del sessino;  Ritratto con dedica (rifacimento del precedente Proibito agli uomini, oltre 100 repliche tra Italia e Canada); Il Principe Arturro, (musical per ragazzi 30 repliche al Teatro Olimpico di Roma); Tremotino o La Magia del Nome (fiaba in musical, 70 repliche, Teatro di Roma); Il Pianto del Ghigno; L’Isola dell’Orso (scritta e diretta con Duilio Del Prete, Teatro dell’Orologio); Il testamento di Pantalone (60 repliche in dialetto veneto, Teatro dell’Orologio, Roma. Tradotto in Francia e messo in scena a Parigi); Porco qui e Porco là (dai racconti di Anton Germano Rossi sul Marc’Aurelio 1930).
| Controllo di autorità | VIAF (EN) 298898768 · ISNI (EN) 0000 0004 0297 4503 · BNF (FR) cb16669628g (data) |